# (73531) 2003 OE5
2003 أو إي 5 (ويعرف أيضًا باسم (73531) 2003 أو إي 5 وفق تسمية الكوكب الصغير) (بالإنجليزية: 2003 OE5)‏ هو كويكب ضمن حزام الكويكبات؛ وترتيبه 73531 من حيث الاكتشاف.
اكتُشف هذا الجُرم الفلكي بواسطة تعقب الأجرام القريبة من الأرض في 22 يوليو 2003.

## وصلات خارجية
- (73531) 2003 OE5 في قاعدة بيانات مختبر الدفع النفاث لأجرام النظام الشمسي الصغيرة

- الاكتشاف · مخطط المدار ·  العناصر المدارية · المعلمات المادية

- (73531) 2003 OE5 على موقع ويكي سكاي: DSS2, SDSS, GALEX, IRAS, Hydrogen α, X-Ray, Astrophoto, Sky Map, Articles and images